# 玛丽亚德拉萨卢德
玛丽亚德拉萨卢德（西班牙語：María de la Salud）是西班牙巴利阿里群岛的一个市镇。总面积31平方公里，总人口1972人（2001年），人口密度64人/平方公里。